# Pietro Lasagni
Pietro Lasagni (né le 15 juin 1814 à Caprarola  dans le Latium, et mort le 19 avril 1885 à Rome) est un cardinal italien du XIXe siècle. 

## Biographie
Pietro Lasagni exerce plusieurs fonctions au sein de la curie romaine, notamment comme secrétaire du collège des cardinaux et secrétaire du conclave. Le pape Léon XIII le crée cardinal in pectore lors du consistoire du 13 décembre 1880. Sa création est publiée le 27 mars 1882. Le cardinal Lasagni  est secrétaire des memorandums du Saint-Père.

## Sources
- Fiche  sur le site fiu.edu